# Dipartimenti e Cantoni della Repubblica Cispadana
L'organizzazione territoriale della Repubblica Cispadana ricalcò dal punto di vista amministrativo quella francese, con la suddivisione in Dipartimenti, a loro volta articolati in Cantoni. La definizione delle singole unità territoriali prese in genere il nome, ove possibile, dai corsi d’acqua, essendo questo uno degli elementi che avevano storicamente caratterizzato i rapporti ed anche gli scontri per il possesso delle acque tra i vari territori unificati nella Repubblica Cispadana.
La discussione sulla suddivisione territoriale si sviluppò in particolare nel corso del travagliato 3º Congresso Cispadano di Modena, dovendo tale articolazione rientrare nel testo costituzionale. L’argomento fu uno dei più controversi, poiché emersero in tale occasione tutta una serie di diffidenze, rivalità e reciproche sfiducie frutto di una secolare separazione dei vari territori che i pochi mesi di slancio ‘’”rivoluzionario”’’ non erano riusciti a superare.
La lunga e difficile discussione approdò infine ad una decisione il 25 febbraio 1797, durante una delle ultime sessioni congressuali, ed anche in quella sede vi furono modifiche a precisazioni quando i deputati versiliesi chiesero di definire "Luni" il dipartimento cui era stato dato il nome di "Tirrenico"; analogamente il dipartimento "degli Appennini" diventò "Frinale" o "dei Friniati" e quello "Boscaglia" fu rinominato "Padusa".
Tutto questo tuttavia durò soltanto poche settimane poiché già nel luglio 1797, sia per i suoi limiti interni, sia per le conseguenze sullo scenario internazionale derivanti dalla pace di Leoben, la Repubblica Cispadana cessò di esistere, venendo in due successive fasi, sia per spinta interna che a seguito di ordini di Bonaparte, accorpata alla Cisalpina. Quindi, ancora prima che le strutture dei Dipartimenti disegnate a febbraio potessero diventare operative, fu necessaria una completa revisione delle suddivisioni territoriali che dovettero essere ridisegnate in base alle esigenze della nuova Repubblica.
Ciononostante, per documentazione storica, appare utile riportare i risultati di un lavoro svolto dai Costituenti emiliano – romagnoli del 1796-1797 che fu realizzato tra molte difficoltà anche a causa della carenza di informazioni cartografiche e di documenti aggiornati sulla demografia dell’area. Di quell'impegno è rimasta traccia in un opuscolo che fu in quei giorni appositamente stampato e che è giunto sino ai giorni nostri, citato quale fonte.
| DIPARTIMENTO | CAPOLUOGO              | CANTONE                                                | LOCALITA PRINCIPALI |
| --- | ---------------------- | ------------------------------------------------------ | --- |
| 1 - LUNI | Massa                  | 1 - Massa                                              | Massa capoluogo, Mirtetto, Altagnana, Castagnola, Bergiola |
| 1 - LUNI | Massa                  | 2 - Carrara                                            | Carrara capoluogo, Lavenza, Colonnata, Sorgnano, Miseglia, Castelpoggio, Fontia, Bediziano |
| 1 - LUNI | Massa                  | 3 - Gli ex feudi imperiali di Lunigiana e Val di Magra | |
| 2 - SERCHIO | Castelnuovo Garfagnana | 1 - Castelnuovo Garfagnana                             | Castelnuovo capoluogo, Corfino, Sasso Rosso, Villa Collemandrina, Sambuca, Cerrettoli, Antisciana, Gragnanella, Staziana, Careggine, Magnano, Vagli, Pelleroso                                                                    |
| 2 - SERCHIO | Castelnuovo Garfagnana | 2 - Camporgiano                                        | Naggio, Sillicagnana, Verucole, Vibbiana, Orsaglia, Porsigliano, Soraggio, Silano, Cogna, Ponteccio, Magliano, Nicciano, Graviano, Piazza, Casciana, Petrognano, Casatico                                                         |
| 2 - SERCHIO | Castelnuovo Garfagnana | 3 - Trassilico                                         | Gragliana, Ceserana, Vallico Sopra, Vergemoli, Calomini, Bucciano, Mulazzana, Cascio, Eglio, Rontano, Fosciandora |
| 3 - DELLE TERME | Vergato                | 1 - Vergato                                            | Vergato capoluogo, Affrico, Calvenzano, Carviano, Careglio, Grizzana, Liserna, Malfolle, Montecavallaro, Musciolo, Prunarolo, Sperticano, Susano, Tavernola, Villiana, Savigno San Biagio, Savigno Santa Croce, Venola, Montasico |
| 3 - DELLE TERME | Vergato                | 2 - Poretta                                            | Poretta Capoluogo |
| 3 - DELLE TERME | Vergato                | 3 - Scaricalasino                                      | Monghidore capoluogo, Campeggio, Cedrecch, Fradusto, Gabiano, Lognola, Monte Acuto, Qualto, Querceto, Roncastaldo, Stiolo, Scanello, Valle di Sambro, Valle di Savena Sant'Andrea, Vergiano, Zacanesca, Sassuno                   |
| 3 - DELLE TERME | Vergato                | 4 - Castiglione de' gatti                              | Castiglione capoluogo, Baragazza, Sparvo |
| 4 - DEI FRINIATI | Pavullo                | 1 - Pavullo                                            | Pavullo capoluogo, Ospidaletto, Pazzano, Montefestino, Sassonero, Miceno, Monzone, Montecuccolo, Niviano, Montecastello, Coscagno, Verica, Sasso Guidano, Camatta, Vaglio, Camorana                                               |
| 4 - DEI FRINIATI | Pavullo                | 2 - Sestola                                            | Sestola Capoluogo, Ospitale, Trignano, Fanano, Lotta, Vesàle, Acquaria, Montecreto, Magrignana, Roncoscaglia |
| 4 - DEI FRINIATI | Pavullo                | 3 - Brandola                                           | Brandola capoluogo, Mocogno, Polinago |
| 4 - DEI FRINIATI | Pavullo                | 4 - Rancidoro                                          | Rancidoro capoluogo, Pianorso, Cadignano, Palagano, Savoniero, Costrignano, Monchio |
| 4 - DEI FRINIATI | Pavullo                | 5 - Gombola                                            | Gombola Capoluogo, Vallata, Saltino, Morano, Cassano, Pompeano, |
| 4 - DEI FRINIATI | Pavullo                | 5 - Montefiorino                                       | Montefiorino capoluogo, Frassinoro, Vitriola, Rubbiano, Casola, Sassatella, Cargedolo, Riccovolto, Rovolo, Romanoro, Macognano, Farneta, Guisciola,                                                                               |
| 4 - DEI FRINIATI | Pavullo                | 6 - Pieve Pelago                                       | Pievepelago capoluogo, Fiumalbo, Groppo, Tagliole, S. Anna Pelago, S. Andrea Pelago, Riolunato, Serpiano, Barigazzo, Rocca Pelago, Sassostorno                                                                                    |
| 4 - DEI FRINIATI | Pavullo                | 7 - Montese                                            | Montese Capoluogo, Salto, Montespecchio, Maserna, Casellano, Gaggio, Lizzano, Montacuto delle Alpi, Savignano |
| 4 - DEI FRINIATI | Pavullo                | 8 - Monterortore                                       | Monterortore Capoluogo, Semelano, Monte Questiolo, Cassigno, Rocca Pittigliana, Roffeno, Villa d'Ajano |
| 5 - ALTA PADUSA | Cento                  | 1 - Cento                                              | Cento capoluogo, Corpo di Reno, Dosso, Renazzo, Buonacompra, Alberone, Casumaro |
| 5 - ALTA PADUSA | Cento                  | 2 - Finale                                             | Finale capoluogo, Selvabella, Serraglio, Cabianca, Scortichino, |
| 5 - ALTA PADUSA | Cento                  | 3 - Della Pieve                                        | Pieve capoluogo, Asìa, Massumatico, Argile, Argelata, Mascherino, |
| 5 - ALTA PADUSA | Cento                  | 4 - San Pietro in Casale                               | San Pietro capoluogo, San Venanzo di Reno, Rubizzano, Gherghinzano, Gavasceto, Pegola ponente Naviglio, San Venanzo destra Reno, San Vincenzo destra Reno, Macaretolo                                                             |
| 5 - ALTA PADUSA | Cento                  | 5 - Sant'Agata                                         | Sant'Agata capoluogo |
| 5 - ALTA PADUSA | Cento                  | 6 - San Giovanni Persiceto                             | San Giovanni capoluogo, Amola Piano, Budrio, Zenerigolo, Lorenzatico |
| 5 - ALTA PADUSA | Cento                  | 7 - Crevalcore                                         | Crevalcore capoluogo, Sammartini, Pallata, Galeazza, Bevilacqua |
| 6 - SANTERNO | Imola                  | 1 - Imola                                              | Imola capoluogo, Zello, San Prospero, Ortodonico, Linaro, Giandolino, Toranello, Cozzanello, Pediano, Mazzolano |
| 6 - SANTERNO | Imola                  | 2 - Castel Bolognese                                   | Castel Bolognese capoluogo, Biancanigo, Borello, Campiano, Casalecchio, San Pietro in Lagune |
| 6 - SANTERNO | Imola                  | 3 - Lugo                                               | Lugo capoluogo, Bizuno, Canaripato, Zagonara, Voltana |
| 6 - SANTERNO | Imola                  | 4 - Cotignola                                          | Cotignola capoluogo, Bagnara, Granarolo (parte), Budrio (parte), Felisio, Solarolo (parte) |
| 6 - SANTERNO | Imola                  | 5 - Bagnocavallo                                       | Bagnocavallo capoluogo, Alfonsine, Boncellino, Masiera, Traversara, San Pietro in Silvis |
| 6 - SANTERNO | Imola                  | 6 - Fusignano                                          | Fusignano capoluogo |
| 6 - SANTERNO | Imola                  | 7 - Massa Lombarda                                     | Massa lombarda capoluogo, Conselice, Lavezuola, Spazzate, Cantalupo |
| 6 - SANTERNO | Imola                  | 8 - Roccia                                             | Roccia capoluogo, Montecatone, Sellustra, Pedriolo, Fragnano |
| 6 - SANTERNO | Imola                  | 9 - Casal Fiumanese                                    | Casale capoluogo, Casalino, Croara |
| 6 - SANTERNO | Imola                  | 10 - Sassoleone                                        | Sassoleone capoluogo, Rignano, Sasso Nero, Codroneo |
| 6 - SANTERNO | Imola                  | 11 - Castel del Rio                                    | Castel del Rio capoluogo, Sommorio, Presicola, Montefune, Cantagallo, Carseggio, Osta |
| 6 - SANTERNO | Imola                  | 12 - Fontana                                           | Fontana capoluogo, Gesso San Martino, San Giovanni campo |
| 6 - SANTERNO | Imola                  | 13 - Tossignano                                        | Tossignano capoluogo |
| 6 - SANTERNO | Imola                  | 14 - Casola Valsenia                                   | Casola capoluogo, Orsara, Mongardino |
| 6 - SANTERNO | Imola                  | 15 - Riolo                                             | Riolo capoluogo |
| 6 - SANTERNO | Imola                  | 16 - Bagnara                                           | Bagnara capoluogo |
| 7 - CROSTOLO | Reggio Emilia          | 1 - Reggio Emilia                                      | Reggio capoluogo, San Prospero, Cà del bosco, Cognento, Canolo |
| 7 - CROSTOLO | Reggio Emilia          | 2 - Cavriago                                           | Cavriago capoluogo |
| 7 - CROSTOLO | Reggio Emilia          | 3 - Rubbiera                                           | Rubbiera capoluogo, Bagno, Marmirolo, San Faustino |
| 7 - CROSTOLO | Reggio Emilia          | 4 - San Martino                                        | San Martino capoluogo |
| 7 - CROSTOLO | Reggio Emilia          | 5 - Correggio                                          | Correggio capoluogo, Fosdondo, Mandriolo |
| 7 - CROSTOLO | Reggio Emilia          | 6 - Fabbrico                                           | Fabbrico capoluogo |
| 7 - CROSTOLO | Reggio Emilia          | 7 - Novellara                                          | Novellara capoluogo, Borgazzo |
| 7 - CROSTOLO | Reggio Emilia          | 8 - Bagnolo                                            | Bagnolo capoluogo |
| 7 - CROSTOLO | Reggio Emilia          | 9 - Brescello                                          | Brescello capoluogo, Boretto |
| 7 - CROSTOLO | Reggio Emilia          | 10 - Gualtieri                                         | Gualtieri capoluogo, Pieve Saliceto |
| 7 - CROSTOLO | Reggio Emilia          | 11 - Castelnuovo di sotto                              | Castelnuovo capoluogo, Campeggine |
| 7 - CROSTOLO | Reggio Emilia          | 12 - Montecchio                                        | Montecchio capoluogo |
| 7 - CROSTOLO | Reggio Emilia          | 13 - Santa Eulalia                                     | Santa Eulalia capoluogo |
| 7 - CROSTOLO | Reggio Emilia          | 14 - Quattro Castella                                  | Bibbiano capoluogo, Canossa, Salvarano, Montevetro |
| 7 - CROSTOLO | Reggio Emilia          | 15 - Vezzano                                           | Vezzano capoluogo, Albinea, Pavullo, Casola di Canossa |
| 7 - CROSTOLO | Reggio Emilia          | 16 - Scandiano                                         | Scandiano capoluogo, Rondinara, Salvaterra |
| 7 - CROSTOLO | Reggio Emilia          | 17 - Castellarano                                      | Castellarano capoluogo |
| 7 - CROSTOLO | Reggio Emilia          | 18 - Arceto                                            | Arceto capoluogo, Corticella |
| 7 - CROSTOLO | Reggio Emilia          | 19 - Carpineto                                         | Carpineto capoluogo, Ceredolo, Poiago |
| 7 - CROSTOLO | Reggio Emilia          | 10 - Castelnuovo ne' Monti                             | Castelnuovo capoluogo, Cerreto Alpi, Busana, Bismantova, Scurano |
| 7 - CROSTOLO | Reggio Emilia          | 11 - Minozzo                                           | Villa Minozzo, Civago, Febbio, Ligonchio, Sologno |
| 7 - CROSTOLO | Reggio Emilia          | 12 - Varano                                            | Varano capoluogo |
| 8 - PANARO | Modena                 | 1 - Modena                                             | Modena capoluogo, Baggiovara, Cavezzo, Cognento, Collegara, Freto, Ganaceto, Medolla, Campogalliano |
| 8 - PANARO | Modena                 | 2 - Nonantola                                          | Nonantola, Panaro, Rubbiara |
| 8 - PANARO | Modena                 | 3 - Stuffione                                          | Stuffione capoluogo, Ravarino, Bomporto |
| 8 - PANARO | Modena                 | 4 - San Felice                                         | San Felice sul Panaro, Rivara |
| 8 - PANARO | Modena                 | 5 - Mirandola                                          | Mirandola capoluogo, Roncole, Concordia, San Possidonio |
| 8 - PANARO | Modena                 | 6 - Sassuolo                                           | Sassuola capoluogo, Magreta, Fiorano, Prignano |
| 8 - PANARO | Modena                 | 7 - Formigine                                          | Formigine capoluogo, Casinalbo, Maranello, Colombaro |
| 8 - PANARO | Modena                 | 8 - Spilamberto                                        | Spilamberto capoluogo, |
| 8 - PANARO | Modena                 | 9 - Castelvetro                                        | Castelvetro capoluogo, Solignano |
| 8 - PANARO | Modena                 | 10 - Vignola                                           | Vignola capoluogo, Marano, Denzano |
| 8 - PANARO | Modena                 | 11- Castelfranco                                       | Castelfranco capoluogo, Piumazzo, Riolo, San Cesario, Gaggio piano |
| 8 - PANARO | Modena                 | 12 - Bazzano                                           | Bazzano capoluogo, Samoggia, Savignano |
| 8 - PANARO | Modena                 | 13 - Guiglia                                           | Guiglia capoluogo, Samone, Pieve Trebbio |
| 8 - PANARO | Modena                 | 14 - Carpi                                             | Carpi capoluogo, Cortile, Limidi, Quartirolo, Soliera |
| 8 - PANARO | Modena                 | 15 - Novi                                              | Novi capoluogo |
| 9 - PADUSA | Ferrara                | 1 - Ferrara                                            | Ferrara capoluogo, Albarea, Copparo, Fossalta, Occhiobello, Parasacco, Sabioncello, Tresigallo, Sette polesini |
| 9 - PADUSA | Ferrara                | 2 - Bondeno                                            | Bondeno capoluogo |
| 9 - PADUSA | Ferrara                | 3 - Ficarolo                                           | Ficarolo capoluogo |
| 9 - PADUSA | Ferrara                | 4 - Francolino                                         | Francolino capoluogo, Ponte Lagoscuro |
| 9 - PADUSA | Ferrara                | 5 - Garofalo                                           | Garofalo capoluogo, Guarda Ferrarese |
| 9 - PADUSA | Ferrara                | 6 - Massafiscaglia                                     | Massafiscaglia capoluogo |
| 9 - PADUSA | Ferrara                | 7 - Migliaro                                           | Migliaro capoluogo |
| 9 - PADUSA | Ferrara                | 8 - Portomaggiore                                      | Portomaggiore capoluogo |
| 9 - PADUSA | Ferrara                | 9 - Crispino                                           | Crispino capoluogo |
| 9 - PADUSA | Ferrara                | 10 - Argenta                                           | Argenta capoluogo |
| 9 - PADUSA | Ferrara                | 11 - Ariano                                            | Ariano capoluogo, Mesola |
| 9 - PADUSA | Ferrara                | 12 -Codigoro                                           | Codigoro capoluogo, Lagosanto, Pomposa |
| 9 - PADUSA | Ferrara                | 13 - Comacchio                                         | Comacchio capoluogo |
| 9 - PADUSA | Ferrara                | 14 - Melara                                            | Melara capoluogo, San Pietro in valle |
| 9 - PADUSA | Ferrara                | 15 - Trecenta                                          | Trecenta capoluogo, Bagnolo |
| 9 - PADUSA | Ferrara                | 16 - Poggio Renatico                                   | Codifiume |
| 10 - BOLOGNA | Bologna                | 1 - Bologna San Francesco                              | Borgo Panigale. Casalecchio Reno |
| 10 - BOLOGNA | Bologna                | 2 - Bologna San Domenico                               | Misericordia, Paderno, San Ruffillo |
| 10 - BOLOGNA | Bologna                | 3 - Bologna San Giacomo                                | Fossolo, San Antonio Savena, San Donnino |
| 10 - BOLOGNA | Bologna                | 4 - Bologna S. M. Maggiore                             | Anzola, Corticella, San Vitale di Reno, Trebbo |
| 10 - BOLOGNA | Bologna                | 5 - Crespellano                                        | Crespellano capoluogo, Fagnano, Gavignano, Monte San Pietro, Zola |
| 10 - BOLOGNA | Bologna                | 6 - San Giorgio                                        | San Giorgio capoluogo, Bondanello, Castagnolo, Casadio |
| 10 - BOLOGNA | Bologna                | 7 - Castel San Pietro                                  | Castel San Pietro capoluogo, Casalecchio Conti, Ozzano San Pietro, Ozzano Sant'Andrea, Varignana |
| 10 - BOLOGNA | Bologna                | 8 - Medicina                                           | Medicina capoluogo, Castel Guelfo |
| 10 - BOLOGNA | Bologna                | 9 - Villa Fontana                                      | Villa Fontana capoluogo |
| 10 - BOLOGNA | Bologna                | 10 - Minerbio                                          | Minerbio capoluogo, Altedo, Baricella destra Reno, Saleto |
| 10 - BOLOGNA | Bologna                | 11 - Molinella                                         | Argenta destra Reno, Mezzolara, San Martino argine, Traghetto destra Reno |
| 10 - BOLOGNA | Bologna                | 12 - Pianoro                                           | Pianoro capoluogo, Gorgognano, Musiano, Riosto, Sabiuno |
| 10 - BOLOGNA | Bologna                | 13 - Del Sasso                                         | Pontecchio capoluogo, Castel del vescovo, Luminasio, Mongardino, Ronca |
| 10 - BOLOGNA | Bologna                | 14 - Budrio                                            | Budrio capoluogo, Granarolo, Marano |
| firmato Giuseppe Ghedini, Giuseppe Delfini, G.B. Vandelli, Paolo Cassiani, Alamanno Isolani, Domenico Del Carretto Mancurti, Michele Majocchi, Alessandro Guerra, G.B. Vaccà, Antonio Re                |                        |                                                        | |
| FONTE: Opuscolo Tabella dei Dipartimenti e Cantoni provvisionali con le loro sezioni o sieno parrocchie del territorio della Repubblica Cispadana una e indivisibile. Bologna, Stamperia Camerale, 1797 |                        |                                                        | |